# Joel Przybilla
Joel Anthony Przybilla (nacido el 10 de octubre de 1979 en Monticello, Minnesota) es un jugador de baloncesto estadounidense retirado que jugó en la posición de pívot durante 13 temporadas en la NBA y su último equipo fueron los Milwaukee Bucks. Mide 2,16 m (7′ 1″).

## Trayectoria deportiva

### Universidad
Durante dos temporadas jugó con los Golden Gophers de la Universidad de Minnesota, abandonando a mediados de la segunda campaña por discrepancias con su entrenador. En este año y medio promedió 9,9 puntos, 6,9 rebotes y 3,3 tapones por partido.

### Profesional
Fue elegido en la primera ronda del Draft de la NBA de 2000 por los Houston Rockets, en la novena posición, pero fue traspasado ese mismo día a Milwaukee Bucks a cambio de la elección de estos, Jason Collier. Allí jugó durante 4 años, disputando muy pocos minutos. Tras un breve paso por Atlanta Hawks, fichó por Portland Trail Blazers en 2004, donde tuvo más confianza por parte de su entrenador, dándole más minutos de juego, y acabando la temporada con unos promedios de 6,4 puntos, 7,7 rebotes y 2,1 tapones, la sexta mejor marca de la liga en esta última especialidad.
En febrero de 2012, fichó por Portland Trail Blazers. En el verano de 2012, fichó por los Milwaukee Bucks.
En agosto de 2014, Przybilla se retiró oficialmente de la NBA después de perderse la temporada 2013-2014.

## Estadísticas

### Temporada regular
| Año     | Equipo    | PJ  | PT  | MPP  | %TC  | %3P  | %TL  | RPP | APP | ROB | TPP | PPP |
| ------- | --------- | --- | --- | ---- | ---- | ---- | ---- | --- | --- | --- | --- | --- |
| 2000–01 | Milwaukee | 33  | 13  | 8.2  | .343 | .000 | .273 | 2.2 | .1  | .1  | .9  | .8  |
| 2001–02 | Milwaukee | 71  | 62  | 15.9 | .535 | .000 | .422 | 4.0 | .3  | .3  | 1.7 | 2.7 |
| 2002–03 | Milwaukee | 32  | 17  | 17.1 | .391 | .000 | .500 | 4.5 | .4  | .3  | 1.4 | 1.5 |
| 2003–04 | Milwaukee | 5   | 0   | 6.6  | .000 | .000 | .500 | 2.0 | .6  | .0  | .0  | .2  |
| 2003–04 | Atlanta   | 12  | 12  | 26.2 | .360 | .000 | .414 | 8.4 | .3  | .4  | 1.4 | 4.0 |
| 2004–05 | Portland  | 76  | 50  | 24.4 | .598 | .000 | .517 | 7.7 | 1.0 | .3  | 2.1 | 6.4 |
| 2005–06 | Portland  | 56  | 52  | 24.9 | .548 | .000 | .532 | 7.0 | .8  | .4  | 2.3 | 6.1 |
| 2006–07 | Portland  | 43  | 43  | 16.3 | .474 | .000 | .370 | 3.9 | .3  | .2  | 1.6 | 2.0 |
| 2007–08 | Portland  | 77  | 67  | 23.6 | .576 | .000 | .680 | 8.4 | .4  | .2  | 1.2 | 4.8 |
| 2008–09 | Portland  | 82  | 43  | 23.8 | .625 | .000 | .663 | 8.7 | .3  | .4  | 1.2 | 5.5 |
| 2009–10 | Portland  | 30  | 9   | 22.7 | .523 | .000 | .647 | 7.9 | .3  | .3  | 1.4 | 4.1 |
| 2010–11 | Portland  | 31  | 9   | 14.4 | .618 | .000 | .565 | 3.9 | .4  | .2  | .5  | 1.4 |
| 2010–11 | Charlotte | 5   | 0   | 14.8 | .400 | .000 | .250 | 4.8 | .0  | .1  | .2  | 1.4 |
| 2011–12 | Portland  | 27  | 19  | 16.6 | .458 | .000 | .611 | 5.1 | .2  | .2  | .6  | 2.0 |
| 2012–13 | Milwaukee | 12  | 1   | 5.7  | .250 | .000 | .000 | 1.8 | .3  | .1  | .2  | .2  |
| Total   | Total     | 592 | 397 | 19.8 | .552 | .000 | .557 | 6.2 | .4  | .3  | 1.4 | 3.9 |

### Playoffs
| Año   | Equipo    | PJ | PT | MPP  | %TC   | %3P  | %TL  | RPP | APP | ROB | TPP | PPP |
| ----- | --------- | -- | -- | ---- | ----- | ---- | ---- | --- | --- | --- | --- | --- |
| 2001  | Milwaukee | 1  | 0  | 2.0  | .000  | .000 | .000 | .0  | .0  | .0  | .0  | .0  |
| 2003  | Milwaukee | 4  | 3  | 8.3  | 1.000 | .000 | .000 | 2.5 | .3  | .0  | .5  | .5  |
| 2009  | Portland  | 6  | 6  | 27.0 | .556  | .000 | .500 | 7.3 | 1.3 | .7  | 2.0 | 3.8 |
| Total | Total     | 11 | 9  | 17.9 | .579  | .000 | .500 | 4.9 | .8  | .4  | 1.3 | 2.3 |